# Козар Пантелеймон Семенович
Пантелеймо́н Семе́нович Ко́зар (нар. 1811 року — 10 січня 1873 року, с. Боянець, Жовківський повіт, Королівство Галичини та Володимирії, Австро-Угорщина) — селянин, політичний та громадський діяч Галичини середини XIX століття, посол до Австрійського парламенту 1848 року.
Член Райхстагу від 10 липня 1848 року до 7 березня 1849 року. Обраний від Жовківського округу.
7 березня 1849 року парламент був розпущений і парламентарі втратили повноваження.